# The Feud (film 1919)
The Feud è un film muto del 1919 diretto da Edward J. Le Saint. Considerato un film perduto, fu prodotto dalla Fox Film Corporation. Aveva come interpreti principali Tom Mix, Eva Novak, Claire McDowell, Arthur Mackley, John Cossar, Mollie McConnell, Lloyd Bacon.

## Trama
Nel Sud, prima della guerra civile americana, Jere Lynch e Betty Summers si amano ma tengono il loro amore segreto perché appartengono a due famiglie nemiche, divise da una faida che sembra insanabile. Jere, cercando un giorno di fermare la corsa dei cavalli di Horace Summers, il padre di Betty, finisce a terra, svenuto. Horace, vedendo il medaglione di Jere, scopre che il giovane vi tiene il ritratto della figlia. Furioso, minaccia Jere di ucciderlo se parlerà ancora con Betty. La faida non si ferma: Ben, il fratello di Betty, uccide il padre di Jere che, allora, lo sfida a duello, uccidendolo a sua volta. Jere è costretto ad andarsene; partendo per il West, promette a Betty che la manderà a prendere. Ma Mary, la sorella di Jere, scrive al fratello che Betty sta per sposare un altro, mentre a Betty dice che Jere è morto. Ambedue convinti che la loro storia sia ormai finiti, Jere si sposa con Ray Saunders e Betty sposa un cugino, Cal Brown. Jere e la moglie muoiono durante un attacco degli indiani e il loro bambino, John Smith, quando diventa adulto, sposa Betty Brown, che è la figlia di Betty, venuta anche lei nel West. La nascita del loro bambino, Summers Lynch, porrà fine alla faida tra le due famiglie.

## Produzione
Il film fu prodotto dalla Fox Film Corporation.

## Distribuzione
Il copyright del film, richiesto da William Fox, fu registrato il 7 dicembre 1919 con il numero LP14513. Lo stesso giorno, il film - distribuito dalla Fox Film Corporation e presentato da William Fox - uscì anche nelle sale cinematografiche statunitensi.
Non si conoscono copie ancora esistenti della pellicola che viene considerata presumibilmente perduta.